# Hambruna rusa de 1601-1603

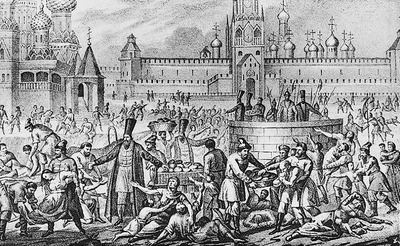
Gran hambruna de 1601 (grabado del).

La Hambruna rusa de 1601–1603 fue la peor hambruna de la historia de Rusia, durante el Período Tumultuoso. Se estima que murieron un tercio de los rusos.

## Causas
Probablemente este ligada a la erupción del volcán Huaynaputina en el entonces Virreinato del Perú en América del Sur el 19 de febrero de 1600, que eyectó de 16 a 32 millones de toneladas de partículas en suspensión a la atmósfera, sobre todo óxido de azufre (IV), formando ácido sulfúrico (ver invierno volcánico). Esto impidió a la luz del sol llegar a la superficie de la Tierra, causando una hambruna generalizada e inviernos mucho más fríos.

## Número de muertes
Durante este periodo de dos años y medio, se enterraron 127.000 cuerpos en fosas comunes sólo en Moscú. La inanición mató alrededor de dos millones de personas ocasionando un desbalance en la población del Mundo.

## Consecuencias
Es una de las causas de la caída del zar Boris Godunov.